# Sensible Software
Sensible Software était une entreprise britannique de développement de jeux vidéo fondée en 1986  par Jon Hare et Chris Yates et basé à Chelmsford, Essex. À la fin des années 1980 et au début des années 1990, le studio a conçu quelques-uns des jeux les plus innovants et les plus appréciés du Commodore 64 et de l'Amiga. Wizball, Sensible Soccer et  Cannon Fodder comptent parmi les titres les plus réputés du studio.

## Histoire
La première production de Jon Hare et Chris Yates, le jeu d'aventure textuel Escape from Saintburys, ne sera jamais édité. Le duo décroche quelques travaux sur des adaptations (Sodov the Sorcerer, Skyfox, International Karate) mais c'est avec la sortie de Twister, Mother of Charlotte sur ZX Spectrum, leur premier jeu original, publié par System 3, que le studio Sensible Software voit officiellement le jour en mars 1986. Les shoot them up Parallax, en 1986, puis Wizball en 1987, sont bien reçus. Ce dernier a été élu jeu Commodore 64 de la décennie par Zzap!64.
En 1992, Sensible Software développe Sensible Soccer, un jeu de foot qui devient une référence du genre, détrônant Kick Off dans le cœur de nombreux joueurs. C'est sans doute le plus gros succès commercial du studio : la version originale est resté no 1 des charts anglais durant 15 semaines consécutives. Le jeu sera adapté sur la plupart des supports du marché et connaîtra de nombreuses suites. Le studio connaît un nouveau succès avec Cannon Fodder en 1993, un jeu de guerre tactique à l'humour corrosif.
Le style Sensible se caractérise par des graphismes minimaliste mignons avec personnages de quelques pixels de haut, une jouabilité simple mais très étudiée et un humour satirique (qui vaudra parfois au studio quelques soucis). Fin 1992, le studio comprend « six membres et demi » : Chris Yates (programmation), Jon 'Jots' Hare (graphismes et musique), Suart 'Stoo' Cambridge, Dave Korn, Chris Chapman et Julian 'Jools' Jameson (la dernière "moitié" étant le musicien freelance Richard Joseph). Dans le domaine sonore, le studio s'entoure de personnalités talentueuses. Le compositeur Martin Galway a travaillé sur la plupart des titres C64 et sa fameuse puce SID (Parallax, Wizball, Insects in Space) avant de rejoindre Origin Systems. L'ingénieur du son et compositeur Richard Joseph a ensuite été associé à toutes les productions Amiga, réalisant souvent des bandes sonores remarquées (les voix digitalisées de Mega lo Mania, les musiques chantées, coréalisées par Jon Hare, War Has Never Been So Much Fun de Cannon Fodder et Goal Scoring Superstar Hero de Sensible Soccer). Captain Sensible a également composé sur certains épisodes de Sensible Soccer.
Par la suite, le studio n'est pas parvenu à négocier le virage de la 3D. En 1999, après plusieurs projets de jeux avortés (dont le controversé Sex 'n' Drugs 'n' Rock 'n' Roll et Have a Nice Day sur PlayStation) et en manque du soutien d'un éditeur, les actifs de Sensible Software sont vendus à Codemasters. En 2004, John Hart s'associe à Mike Montgomery, l'un des cofondateurs des Bitmap Brothers, et John Phillips, un autre ancien de chez Bitmap, pour fonder Tower Studios. Le studio londonien a réalisé quelques adaptations d'anciens titres Sensible sur téléphones mobiles.

## Productions
Listes des productions développées par Sensible Software. Un certain nombre d'adaptations ont été réalisées par des studios tiers.
| 1986 | Twister, Mother of Charlotte                                  | ZX Spectrum                                                                               |
|      | Parallax                                                      | Commodore 64                                                                              |
|      | Galaxibirds                                                   | Commodore 64                                                                              |
| 1987 | Wizball                                                       | Commodore 64, Amiga, Amstrad CPC, Atari ST, ZX Spectrum                                   |
|      | Shoot'Em-Up Construction Kit (SEUCK)                          | Commodore 64, Amiga, Atari ST                                                             |
| 1988 | Oh No!                                                        | Commodore 64                                                                              |
|      | Microprose Soccer                                             | Commodore 64, Amiga, Amstrad CPC, Atari ST, DOS, ZX Spectrum                              |
| 1989 | Insects in Space                                              | Commodore 64, Amiga, Atari ST                                                             |
| 1990 | International 3D Tennis                                       | Amiga, Amstrad CPC, Atari ST, Commodore 64, DOS, ZX Spectrum                              |
| 1991 | Mega lo Mania                                                 | Amiga, Atari ST, FM Towns, Mega Drive, Super Nintendo                                     |
| 1992 | Sensible Soccer                                               | Amiga, Atari ST                                                                           |
|      | Sensible Soccer: European Champions 92/93 (v.1.1)             | Amiga, Atari ST, Master System, Mega Drive, Super Nintendo                                |
|      | Wizkid                                                        | Amiga, Atari ST, DOS                                                                      |
| 1993 | Cannon Fodder                                                 | Amiga, Atari ST, 3DO, Archimedes, DOS, Game Boy Color, Jaguar, Mega Drive, Super Nintendo |
| 1994 | Sensible Soccer: International Edition (v.1.2)                | Amiga, Atari ST, Amiga CD32, DOS, Jaguar                                                  |
|      | Cannon Fodder 2                                               | Amiga, DOS                                                                                |
|      | Sensible Golf                                                 | Amiga, DOS                                                                                |
|      | Sensible World of Soccer                                      | Amiga, DOS                                                                                |
| 1995 | Sensible World of Soccer 95/96                                | Amiga, DOS                                                                                |
|      | Sensible World of Soccer 95/96: European Championship Edition | Amiga, DOS                                                                                |
| 1996 | Sensible World of Soccer 96/97                                | Amiga, DOS                                                                                |
| 1998 | Sensible Soccer '98                                           | Windows                                                                                   |
| 1999 | Sensible Soccer '98: European Club Edition                    | PlayStation, Windows                                                                      |

## Coverdisk
Sensible Software a produit quelques démos "spéciales" de ces jeux à succès ou des mini-jeux inédits. Au concept décalé et souvent parodique, ils étaient diffusés dans les magazines anglais (Amiga Power, Amiga Format ou Amiga Action).
| 1992 | Sim Brick                                        |
| 1993 | Cannon Fodder: Christmas Special (Cannon Soccer) |
|      | Sensible Soccer Meets Bulldog Blighty            |
| 1995 | Sensible Train-spotting                          |
| 1996 | Not Very Festive Fodder                          |
|      | Sensible World of Moon Soccer                    |